# Salm ibn Ziyad
Abu-Harb Salm ibn Ziyad ibn Abihi (àrab: أبو حرب سلم بن زياد بن أبيه, Abū Ḥarb Salm b. Ziyād b. Abīhi) (? - Bàssora, 692) fou un militar i governador omeia, de la branca sufyànida però bastard, un dels nombrosos fills de Ziyad ibn Abihi (que era fill il·legítim d'Abu-Sufyan ibn Harb).
El califa Yazid I el va nomenar governador de Khorasan el 680/681, província en què la seva branca estava ben implantada. Salm al seu torn va nomenar al seu germà Yazid ibn Ziyad com a governador del Sistan. Salm va tenir diversos èxits militars contra els prínceps sogdians de Transoxiana (va arribar fins a Coràsmia) i fou molt popular entre els soldats àrabs; els seus generals en canvi van fracassar contra els zunbils, prínceps locals de Zamindawar i Zabulistan, i contra els Kabulshahs. i en una de les expedicions a aquesta zona va morir el seu germà Yusuf ibn Ziyad, mentre un altre germà, Abu Ubayda, fou fet presoner.
A la mort de Yazid I va restar en funcions per uns mesos però finalment fou cridat a Bàssora i el Khorasan va passar a mans del cap del partit dels qaysites a la zona, Abd-Al·lah ibn Khàzim as-Sulamí. al qual Salm havia designat per ocupar el seu lloc. Va tardar a fer submissió a Abd-Al·lah ibn az-Zubayr i abans de fer-ho fou arrestat a Bàssora i enviat presoner a la Meca, però va aconseguir la llibertat pagant quatre milions de dirhams que s'havia embutxacat durant el seu govern, i finalment va poder fugir. Abd-al-Màlik ibn Marwan (685–705) el va nomenar altre cop pel Khurasan (602) però va morir abans de prendre possessió.